# 定遠州 (四川)
定遠州，是元代的一個州，隸重慶路。在今之四川省武勝縣。本宋地，名女菁平。元至元四年（1267年），便宜都總帥部兵創為武勝軍，後為定遠州。至元二十四年（1287年）三月，降為定遠縣。